# Taco Bell
Тако Бел (енгл. Taco Bell) је амерички ланац ресторана брзе хране са седиштем у Ирвинеу у Калифорнији и подружница компаније Yum! Brands, Inc.. У ресторанима се нуде различите мексичке намирнице које укључују такосе, буритосе, кесадиље и наћосе.

## Историјат
Тако Бел основао је Глен Бел, који је 1962. отворио штанд за хот догове под називом Белс Драјв-Ин у Сан Бернардину, Калифорнија. 1967. отворен је 100. ресторан у Анахaиму. Оригинални Тако Бел ресторан имао је истакнуте прозоре и без унутрашњих седећих гарнитура. Тако Бел је 1970. године изашао у јавност са 325 ресторана.

## Производи
Тако Бел се специјализовао за мексичку кухињу. Међу такосима које продају су мека кукурузна тортиља и хрскава кукурузна тортиља такос.

## Продајна места ван Америке
Тако Бел ресторана има и у:
- Азији
- Океанији
- Европи (Шпанија, Велика Британија, Русија, Финска, Исланд, Румунија, Кипар, Грчка, Пољска, Холандија)[2][3]